# Eurytoma yunnanensis
Eurytoma yunnanensis är en stekelart som beskrevs av Yang 1996. Eurytoma yunnanensis ingår i släktet Eurytoma och familjen kragglanssteklar. Inga underarter finns listade i Catalogue of Life.